# Comuna Vahnivka, Lîpoveț
Vahnivka (în ucraineană Вахнівка) este o comună în raionul Lîpoveț, regiunea Vinnița, Ucraina, formată din satele Jurava și Vahnivka (reședința).

## Demografie
Componența lingvistică a satului Vahnivka
     Ucraineană (99,31%)
     Alte limbi (0,65%)
Conform recensământului din 2001, majoritatea populației satului Vahnivka era vorbitoare de ucraineană (99,31%), existând în minoritate și vorbitori de alte limbi.